# Katedra św. Rafała w Dubuque
Katedra św. Rafała w Dubuque (ang. Saint Raphael's Cathedral in Dubuque) jest kościołem katedralnym archidiecezji Dubuque w Stanach Zjednoczonych. Świątynia została zbudowana w stylu neogotyckim w latach 1857–1861. Mieści się przy 231 Bluff Street. Pełni również funkcje kościoła parafialnego.  Katedra znajduje się na liście National Register of Historic Places.